# Арахісовий суп
Арахісовий суп або суп з арахісу — це суп, приготований з арахісу, часто з різними іншими інгредієнтами. Це основний продукт африканської кухні, але його також споживають у Східній Азії (Тайвань), США (переважно у Вірджинії) та інших регіонах світу. Він також поширений у різних регіонах Латинської Америки, таких як Аргентина, Болівія та Перу де його іноді можна подавати з м'ясом із кісток та порожнистими короткими макаронами чи картоплею фрі. У Гані його часто їдять із фуфу або омо туо. Арахісовий суп — це також рідний суп жителів Беніну (Едо) в Нігерії, і його часто їдять із розтертим ямсом. Деякі з основних інгредієнтів, що використовуються для його приготування, — це перець африканський (насіння узізи) та Vernonia amygdalina (гіркий лист).
Це делікатес, який готують з арахісу, який перетирають у пасту зазвичай називають арахісовою пастою. Арахісовий суп їдять із фуфу, банку, кенкі тощо. Це делікатес, який вживають ганці та жителі інших африканських країн, наприклад у Сьєрра-Леоне. Він широко відомий ганцям аканською мовою, який називається нкатенкван.

## Галерея

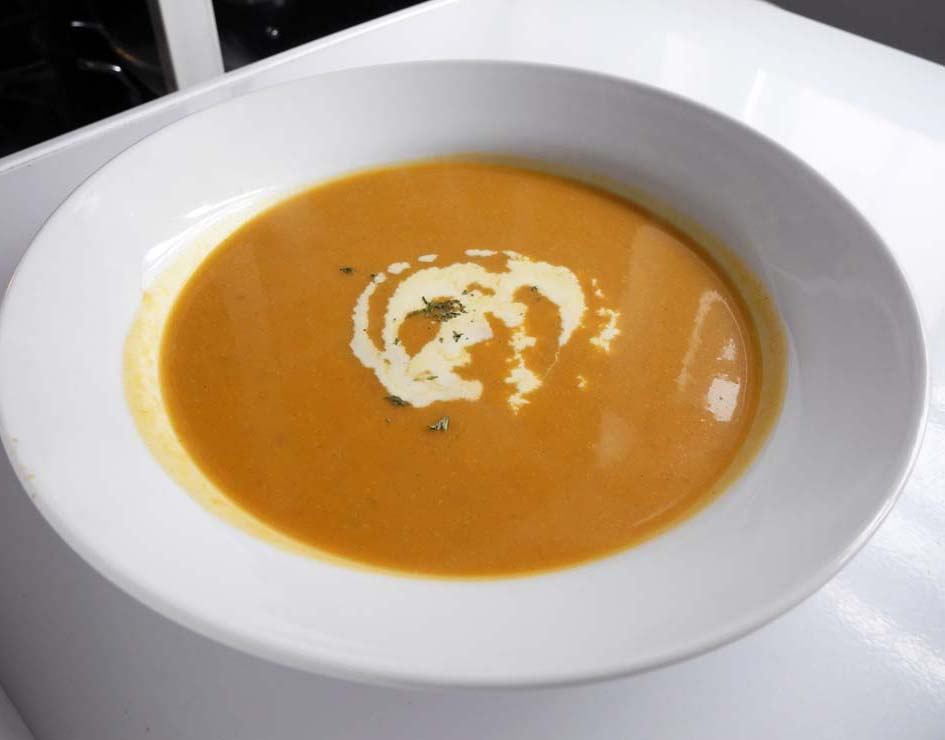
Гарнірований мелений горіховий або арахісовий суп
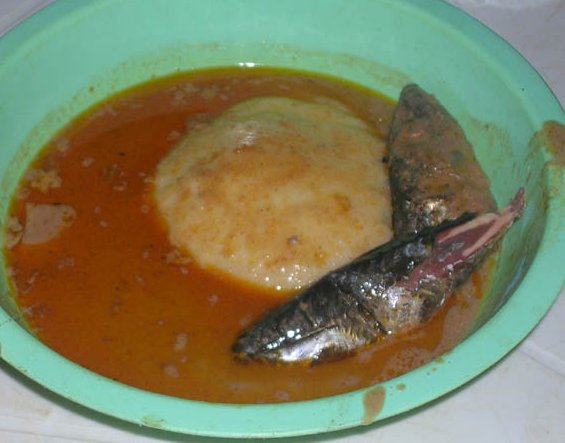
Арахісовий суп із фуфу та рибою
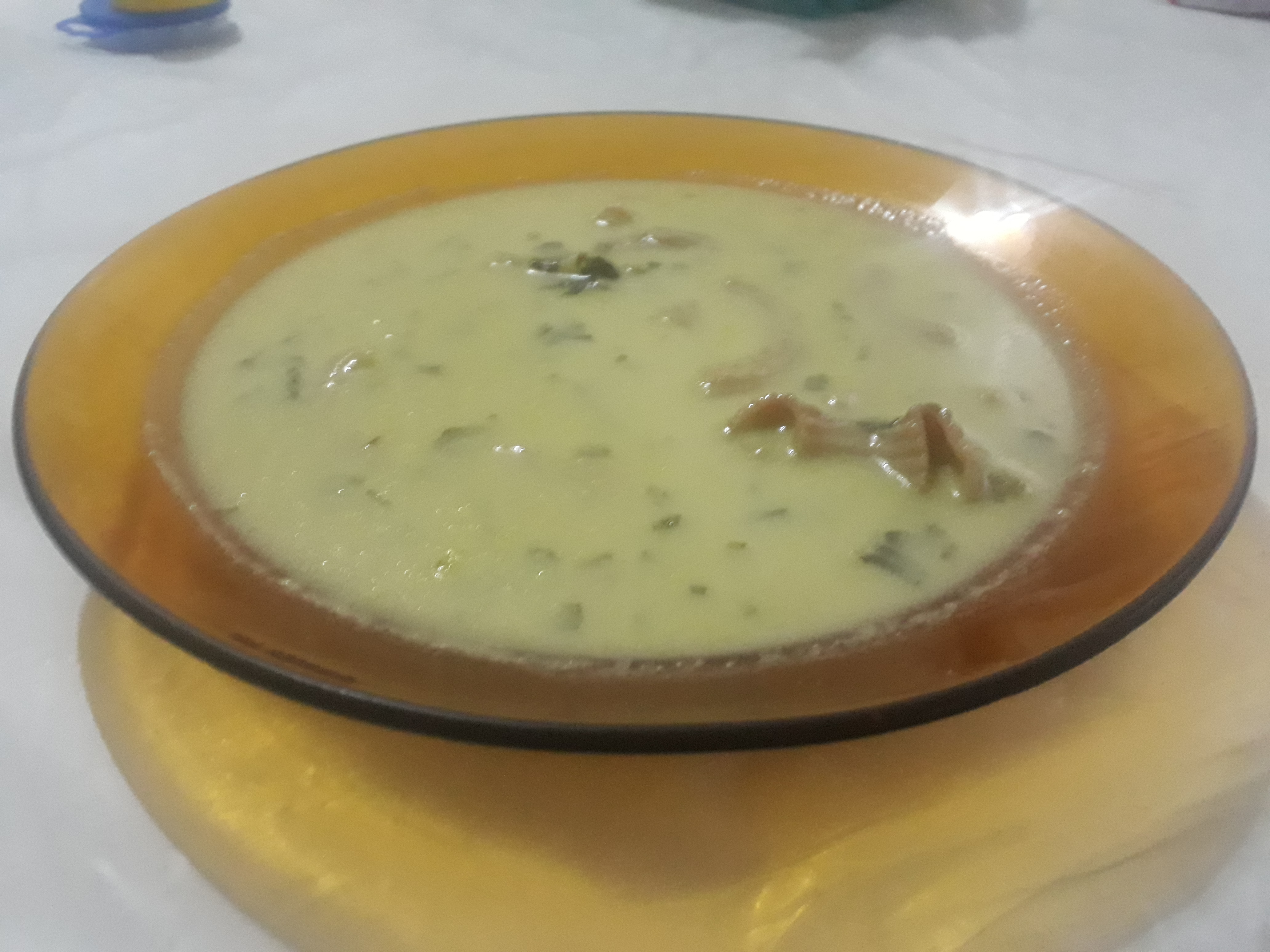
Латиноамериканський арахісовий суп